# Călin Căliman
Nicolae Călin Căliman (n. 17 mai 1935, Brașov, România – d. 24 aprilie 2018) a fost un critic de film, profesor universitar și  ziarist român. Absolvent al Facultății de Filosofie, Universitatea din București (1957), apoi al IATC „I.L. Caragiale”, secția teatrologie – filmologie. Din anul 1959, redactor la revista Contemporanul, unde a răspuns decenii la rând de sectorul cinematografic.

## Biografie
De-a lungul anilor, a publicat peste 6000 de articole în diferite cotidiane și reviste culturale (printre care Teatrul, Cinema, Contemporanul, Contemporanul. Ideea europeană, Noul Cinema, Caiete critice , Curentul, Ecart). A susținut in anii ’60-’70 o rubrică de cultură cinematografică la Televiziunea Română, a colaborat vreme de peste patru decenii la emisiunile culturale ale Radiodifuziunii Române. 
A fost printre membrii fondatori al Asociației oamenilor de artă din institutiile teatrale și muzicale (ATM) și membru al Uniunii Cineastilor (UCIN).
A susținut cursuri de „Istoria filmului”, la I.A.T.C. (1969-1970): la Universitatea „Columna” (1992-1996), la Universitatea Națională de Artă Teatrală și Cinematografică (1997-2002), Universitatea „Hyperion” (unde a fost cadru didactic asociat din 1997). A fost membru în numeroase jurii la festivaluri cinematografice din țară și de peste hotare. În anul 1985, a primit Premiul Uniunii Cineaștilor de critică cinematografică, „pentru îndelungata sa activitate în promovarea filmului romanesc”. 1967 – este autorul volumelor Filmul documentar romanesc, 1997 – Jean Mihail, 1998 – Secretul lui Saizescu sau Un suras in plina iarna etc. Istoria filmului romanesc 1987-2000 (2000) – lucrare distinsa cu premiul Asociatiei Criticilor de film, 2009 – Cinci artisti ai imaginii, A colaborat la volumele colective Cinematograful romanesc contemporan 1949-1975 (1976), Cinema 2000 (2000), 2009 – Filmul romanesc incotro, etc. 2002 – a fost redactor-sef la revista Cinema.

## Volume publicate
- 1967: Filmul documentar românesc
- 1997: Jean Mihail
- 1997: Ion Bostan. Editura Meridiane
- 1997: Secretul lui Saizescu sau Un surâs în plină iarnă
- 1998: Secretul lui Bachus
- 2000: Societatea Academică Hyperion. Cinema 2000; volum îngrijit de Geo Saizescu ; coordonare : Dana Duma, Călin Căliman, Editura Victor
- 2009: Cinci artisti ai imaginii: Grigore Ionescu, Alexandru Întorsureanu, Nicu Stan, Nicolae Girardi, Alexandru David, Editura Reu Studio
- 2009: Filmul românesc încotro?
- 2010: Ilarion Ciobanu
- 2017: Al. G. Croitoru, zis si Mister Keystone, Editura Betta
- 2017: Istoria filmului romanesc 1987-2017, Editura EuroPress
- 2019: Filmul, mon amour, Editura Ideea Europeana

## Articole și interviuri
- A fost un an fast?
- Adolescența: o problemă cu probleme
- Asediul
- “Astă seară dansăm în familie” – cronică de film
- „Aventuri la Marea Neagră” - cronică de film
- “Atunci i-am condamnat pe toți la moarte” – cronică de film
- „B.D. la munte și la mare” - cronică de film
- Binecuvântată fii, închisoare (1)
- Birlic, un actor de neuitat
- Brigada Diverse în alertă
- „Canarul și viscolul” - cronică de film
- Capul de zimbru
- Centenar Paul Călinescu - Un regizor cât veacul
- Cota zero/ Break-dance Ia Poiana Rusca
- Erau de toate…
- Fănuș Neagu, cineastul
- “Felix și Otilia” – cronică de film (2)
- Filmul nostru… și ideile lui fixe. Comedii cu suspine
- „Frații” – cronică de film
- „Gaudeamus igitur”. Să ne bucurăm, deci? - cronică de film
- Geo Saizescu descoperă America
- Haiducii lui Șaptecai
- lon Truică și „Lumea lui”
- Întoarcerea lui Mircea Săucan
- Jean Petrovici și „ultimii păpușari”
- Malvina Urșianu și „șansa filmului de autor”
- „Mihai Viteazul”: Un succes
- Misiunea de campanie pe frontul apelor
- Niki Ardelean, colonel în rezervă
- ”Oamenii de pământ ai lui Ioan Cărmăzan”
- O comedie de patrimoniu național
- Ora documentarului?
- „Ora eternă”
- Panait Istrati și cinematograful
- “Pădurea pierdută” - cronică de film
- “Pentru că se iubesc” – cronică de film (1)
- Paul Călinescu - Profil regizoral
- Puterea și adevărul (1)
- Răzbunarea regizorului Alexa Visarion
- Regizorul Ion Bostan - Un împătimit al filmului documentar
- Revelații, după trei decenii
- „Șah la rege” - cronică de film
- Să mergem mai departe
- „Săptămâna nebunilor” - cronică de film
- Sărutul
- „Secretul armei… secrete”
- Sindromul indiferenței criminale
- Tineretul și filmul – Tinerețe fără bătrânețe
- Tranziția animației
- Un clasament și câteva pansamente
- “Un film cu o fată fermecătoare”, după 46 de ani
- Un film la trei zile
- Un film singular
- Zestrea domniței Ralu
- Zile și nopți contemporane - „Mere roșii”
- „Zodia Fecioarei” sau permanențele mitologiei - cronică de film
- 90 de la primul film istoric românesc - ”Independența României”

## Filmografie
- Păcală se întoarce (2006) - orator

## Premii
| - 1985 | ACIN |                                  | Premiul pentru critică cinematografică |
| - 2011 | UCIN | vol. "Istoria filmului romanesc" | Premiul pentru istoriografie           |
| - 2015 | UCIN |                                  | Premiul de excelență                   |